# Fernand Wyss
Fernand Wyss (Antwerpen, 2 januari 1920 – aldaar, 12 april 1947) was een Belgisch oorlogsmisdadiger tijdens de Tweede Wereldoorlog. Hij was van september 1941 tot bij de ontruiming in september 1944 bewaker van het Belgische doorgangskamp Fort van Breendonk.
Wyss was oorspronkelijk bokser, worstelaar en mecanicien. Vooroorlogse kennissen bestempelden hem als een "aangename" man, maar niet erg snugger. Hij trad toe tot het Duitse kamp om geen honger te lijden gedurende de oorlog. Hij had geen ideologische motieven. Hij werd tewerkgesteld op het vliegveld van Deurne en meldde zich kort daarop, aangespoord door zijn toekomstige schoonvader, als vrijwilliger bij de Waffen-SS. Hij werd, samen met Jan Pellemans, in oktober 1940 naar München gestuurd voor een militaire opleiding. Daar botsten ze op een superieure en minachtende houding van hun instructeurs, die hen geen echte Germanen vonden. Deze opleiding werd in april 1941 voortgezet in Hamburg in een opleidingskamp voor Vlaamse en Nederlandse vrijwilligers. Hij volgde nog een politieke opleiding in het Beierse Oberau en keerde daarna naar België terug.
Hij behoorde tot de eerste lichting Vlaamse SS'ers, samen met Frans Van Neck, Robert Baele, Marcel De Saffel, Adolf Lampaert, Eugène Willemsen, Jan Pellemans en een zekere Huyens. Zij kwamen allen aan in het kamp van Breendonk in de loop van september 1941 en moesten er de taak van de Wehrmacht-soldaten als werkopzichter op de werf overnemen. Zij kregen achteraf allen de doodstraf (Van Neck werd achteraf begenadigd bij koninklijk besluit), Baele kreeg levenslang en Huyghe sneuvelde waarschijnlijk aan het oostfront.
Bij zijn aankomst in Breendonk werd hij minachtend behandeld door SS-Untersturmführer Arthur Prauss, de SS-officier belast met het toezicht op de gevangenen, die hem niet brutaal genoeg vond. Met de hete adem van Prauss in de nek groeide Wyss uit tot het spookbeeld van het kamp.
Wyss' gedragingen escaleerden toen de Vlaamse SS'er Rottenführer Richard De Bodt in augustus 1942 in het kamp aankwam. De geslepen, sadistische man slaagde erin door venijnige opmerkingen Wyss door het lint te doen gaan. Samen speelden ze dodelijke kat-en muisspelletjes met hoofdzakelijk joodse gevangenen. In de koude winter van 1942-1943 koelden ze hun woede, in opdracht van de gestoorde plaatsvervangende kampcommandant SS-Obersturmführer Johann Kantschuster, over het verloop van de Slag om Stalingrad op een twintigtal joden. Ze verplichtten hen het water van de gracht in te gaan, waarin ze verdronken. De Bodt signaleerde "luiaards" bij de kipkarren op de werf aan Wyss, die hardhandig op hen inging.
Veel gevangenen hadden diarree, maar elke gevangene die clandestien zijn behoefte deed en betrapt werd, kreeg zweepslagen van Wyss en werd dan nog gestraft met het dragen van een zak stenen van 30 à 40 kg of rechtop blijven staan met een houweel in elke hand. Zowel Wyss als De Bodt maakten van het douchebezoek een marteling met afwisselend kokend heet en ijskoud water. De gevangenen hadden meestal geen tijd om zich te ontkleden of zich af te drogen. Zij moesten dan kletsnat op de appelplaats, ook in de koude winter, wachten op de laatsten.
Wyss was een relatief grote, fors gebouwde voormalig amateurbokser. In Breendonk kon hij zijn vuisten zonder tegenreactie gebruiken, want terugslaan was verboden. Hij heeft zodanig veel mensen mishandeld, dat hij zich op zijn proces de details niet meer kon herinneren. Hij heeft ook de dood van zes gevangen postbodes uit Brussel op zijn geweten. Twee uitgemergelde gevangenen, die verklikt werden door hun kameroverste, werden door Wyss verplicht de hele dag te werken op de werf met een ransel op de rug met veertig kilo straatstenen. De volgende morgen waren beiden overleden aan deze krachtsinspanning.
Wyss liet zich ook niet onbetuigd in de folterkamer. Hij werd regelmatig belast met het geven van het genadeschot aan de geëxecuteerden.
Samen met enkele Vlaamse SS'ers probeerde hij in september 1944 te ontsnappen aan de oprukkende geallieerde legers. Hij beweerde later met de SS gevochten te hebben tegen het Russische leger nabij Tilsit.
Na de oorlog werd hij gearresteerd in een repatriëringscentrum Turnhout op 28 mei 1945. Zijn arrestatie was voorpaginanieuws. De Turnhoutse bevolking, die massaal naar het gerechtshof was gekomen, wilde de "beestenmensch" lynchen nadat zijn aanwezigheid bekend raakte. Zij braken door een politiekordon en sloegen hem halfdood. Zijn woning in Deurne werd geplunderd.
Hij kreeg in 1946 een proces in Mechelen waarin zijn gruweldaden bekend werden, zo werden joden levend begraven met het hoofd boven het zand waarop hij ze doodmartelde. Hij heeft mensen bespot, geslagen tot ze dood neervielen, verdronken, ... Hij bekende minstens 16 mensen eigenhandig te hebben vermoord. Zo ook Isaac Altbaum, een jonge joodse man die hij op 3 maart 1943 de dood in martelde. Verschillende versies zeggen dat de Bodt en Wyss hem in het water smeten en bekogelden met stenen. Wyss maakte de klus af door Isaac onder te graven en dood te martelen. Zijn broer Jozef keek machteloos toe hoe ze zijn broer de dood in joegen. Na de gruwel probeerde Jozef zijn stervende broer te ontgraven, na 15 minuten was Isaac overleden. En Jozef moest zijn eigen dode broer nog afvoeren...
Zijn vrouw, die ontsnapte, werd herkend in een café te Deurne; ook zij werd door de massa aangepakt en later opgepakt.
Op 7 mei 1946 werd hij door de krijgsraad van Mechelen ter dood veroordeeld voor de moord of doodslag op 16 mensen en de mishandeling van 167 gevangenen. Op zaterdag 12 april 1947 werd hij om zes uur 's morgens met een kogel in de rug terechtgesteld in de militaire bakkerij op het Kiel onder massale publieke belangstelling. Op dezelfde dag werden Jan Pellemans in Namen en tien anderen in Mechelen terechtgesteld.